# Anthophora senilis
Anthophora senilis là một loài Hymenoptera trong họ Apidae. Loài này được Eversmann mô tả khoa học năm 1846.